# Maison Panić
La maison Panić (en serbe cyrillique : Панићева кућа ; en serbe latin : Panićeva kuća) est située à Grocka, en Serbie, dans la municipalité de Grocka et sur le territoire de la Ville de Belgrade. Construite dans la première moitié du XIXe siècle, elle est inscrite sur la liste des monuments culturels protégés de la République de Serbie et sur la liste des biens culturels de la Ville de Belgrade.

## Présentation
La maison Panić, située 29 Bulevar Revolucije à Grocka, a été construite dans la première moitié du XIXe siècle, dans le style caractéristique des maisons traditionnelles de la Morava, dans sa variante « danubienne ».
La maison dispose de quatre pièces et est dotée d'un porche central et d'un oriel ; elle possède également une cave. Elle est constituée d'une structure en bois remplie avec du torchis ; le toit à quatre pans est recouvert de tuiles.